# Emmental (formaggio)

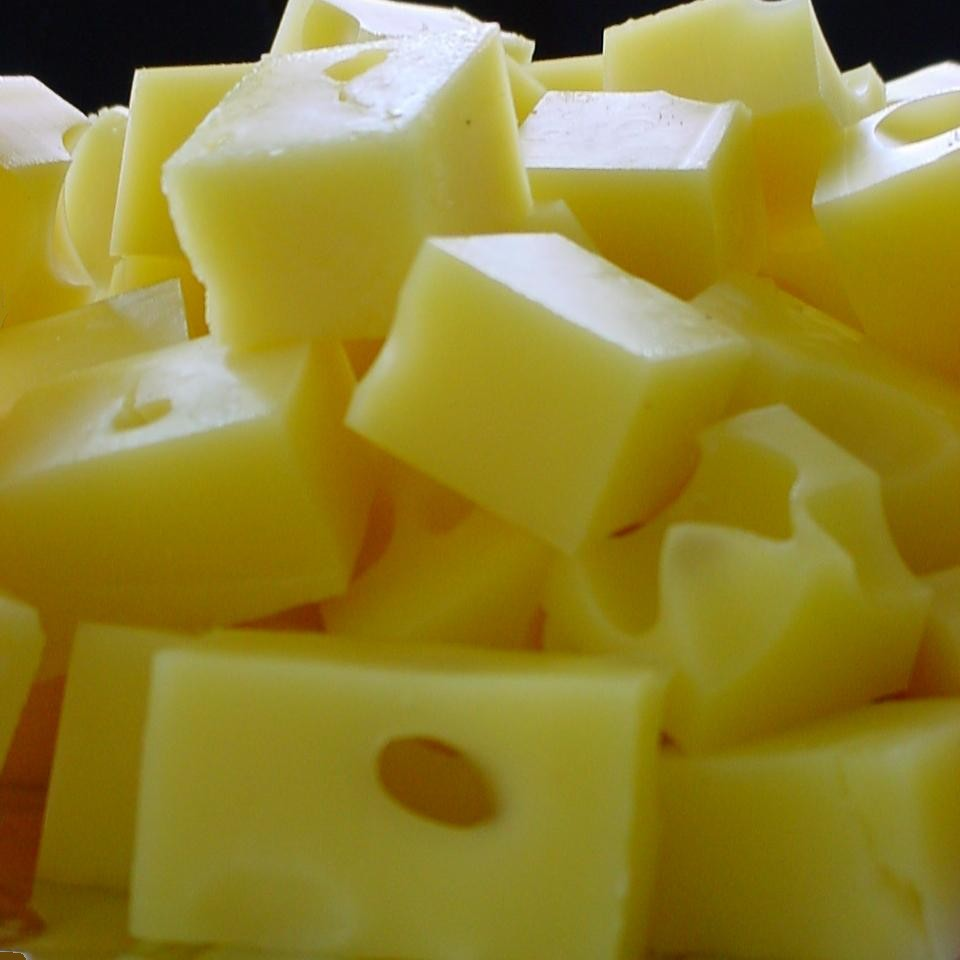
Alcuni cubetti di Emmentaler

L'emmental o emental, comunemente chiamato anche emmenthal o, impropriamente, gruviera, è un tipo di formaggio a pasta pressata cotta a base di latte vaccino, in origine prodotto in Svizzera e diffuso anche in altri paesi d'Europa e negli Stati Uniti.
L'originale e più famoso emmental è l'Emmentaler DOP, prodotto in Svizzera nell'omonima valle da cui prende il nome, che ha ottenuto la certificazione di origine protetta nel 2006.

## Zone di produzione
Centinaia di tonnellate di formaggi "emmental" industriali vengono prodotte in Europa e Stati Uniti.
Esistono inoltre quattro tipi di emmental protetti con una certificazione di origine:
- Emmentaler DOP: prodotto nell'Emmental, in Svizzera;[6]
- Allgäuer Emmentaler DOP: prodotto in Algovia (Baviera) nel sud-ovest della Germania;
- Emmental français Est-Central IGP: prodotto nella Francia centrale e orientale;
- Emmental di Savoia IGP: prodotto in Savoia, nella Francia sud-orientale.

## Processo di produzione
Gli emmental sono formaggi a pasta dura, la cui caratteristica principale sono le grandi occhiature, dovute a delle sacche di anidride carbonica che si formano naturalmente durante le fasi di maturazione del formaggio a causa di una fermentazione propionica. All'inizio del XXI secolo il metodo produttivo è stato modificato per diminuire sensibilmente il diametro delle occhiature. Ciò in ragione delle difficoltà di taglio sottile che le stesse causavano alle affettatrici elettriche, determinando una sensibile diminuzione delle vendite, soprattutto nel mercato statunitense.
Il latte viene riscaldato a 30 °C e mescolato con caglio; la cagliata viene tritata e riscaldata a 50 °C, dopodiché la massa viene quindi pressata e si indurisce. Il formaggio viene posto in un bagno di sale, che ne forma la cotenna.
Le forme variano da tondo a bombato con diametro da 80 a 120 cm, ma se ne trovano anche di quadrate; pesano da un minimo di 30 kg fino a 150 kg. Molti prodotti industriali vengono rivestiti di film paraffinico per evitare l'indurimento della crosta.
Il sapore è molto vario, solitamente dolce nei prodotti industriali, sapido e spesso lievemente piccante in quelli artigianali.